# نیروی هوایی پادشاهی دانمارک
نیروی هوایی پادشاهی دانمارک (دانمارکی: Flyvevåbnet) نیروی هوایی زیرمجموعه نیروهای دفاعی دانمارک است، که فعالیت خود را از سال ۱۹۵۰ آغاز کرد.

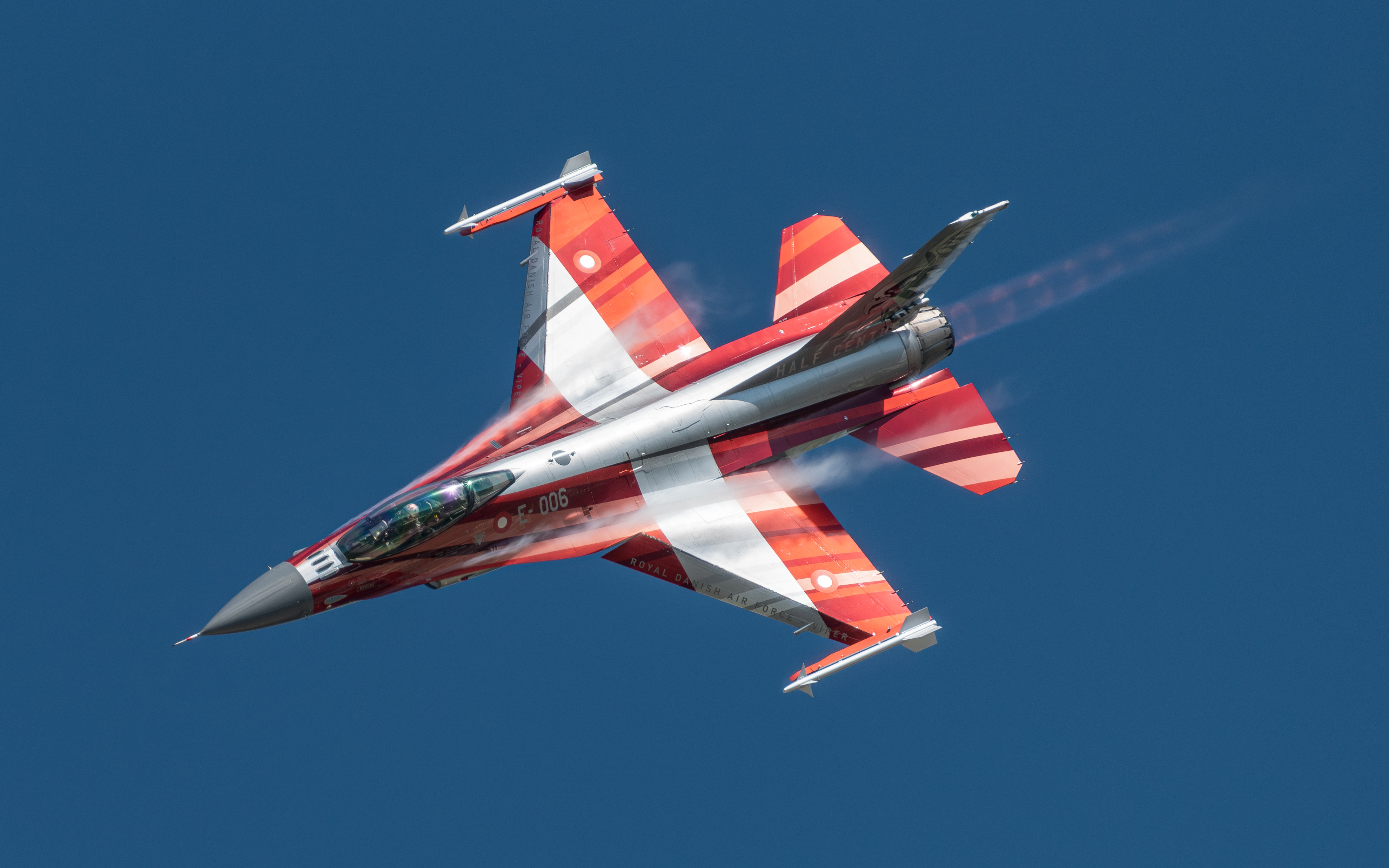
جنگندهٔ جنرال داینامیکس اف-۱۶ فایتینگ فالکن نیروی هوایی سلطنتی دانمارک با شماره شناسایی E-006 در تاتو هوایی بین‌المللی سلطنتی ۲۰۲۴ در حین پرواز نمایشی.